# Колоњ
Колоњ (фр. Cologne) је насељено место у Француској у региону Миди Пирене, у департману Жерс.
По подацима из 2011. године у општини је живело 861 становника, а густина насељености је износила 132,06 становника/km².

## Демографија
| 1962. | 1968. | 1975. | 1982. | 1990. | 2011. |
| ----- | ----- | ----- | ----- | ----- | ----- |
| 456   | 407   | 510   | 515   | 519   | 861   |